# Pandemia de COVID-19 na Ucrânia
Este artigo documenta os impactos da pandemia de coronavírus de 2020 na Ucrânia e pode não incluir todas as principais respostas e medidas contemporâneas.

## Linha do tempo
Em 27 de janeiro, a SkyUp, uma companhia aérea de baixo custo da Ucrânia, anunciou que havia suspendido os voos para Sanya até o mês de março.
Em 4 de fevereiro, a companhia aérea Ukraine International Airlines suspendeu todos os serviços de voo fretado para o Aeroporto Internacional de Sanya Phoenix. Inicialmente, a suspensão duraria até 24 de fevereiro, embora a companhia não tivesse indicado se os voos retornariam.
Em 24 de fevereiro, o Aeroporto Internacional de Kiev-Boryspil e o Aeroporto Internacional de Kyiv precisavam implementar registros de imagem térmica para viajantes que vinham da Itália, mas as equipes ou não tinham equipamentos suficientes ou ignoraram o protocolo.
Em 3 de março, a Ucrânia confirmou o primeiro caso de coronavírus, sendo um homem que havia viajado da Itália para a Romênia de avião e, então, foi à Ucrânia de carro.
Em 12 de março, mais 2 casos de coronavírus foram confirmados. O diagnóstico foi confirmado para um homem de Chernivtsi Oblast, cuja esposa havia recentemente viajado para a Itália, e para uma mulher de Zhytomyr Oblast, que havia retornado da Polônia em 1º de março. Esta mulher, no entanto, faleceu em 13 de março.